# Mullerornis
Mullerornis è un genere estinto di grossi ratiti estinti vissuti in Madagascar.
Ne sono state accertate quattro specie, di cui una sola è conservata nel 2018, Mullerornis modestus:
- Mullerornis agilis, Milne-Edwards & Grandidier, 1894
- Mullerornis betsilei, Milne-Edwards & Grandidier, 1894
- Mullerornis grandis, Lamberton, 1934
- Mullerornis rudis, Milne-Edwards & Grandidier, 1894 (=Flacourtia rudis, Andrews, 1894)

Le loro abitudini di vita dovevano essere piuttosto simili a quelle degli Aepyornis, gli uccelli elefante, coi quali erano strettamente imparentati e condivisero l'habitat.